# Fanatics
Fanatics è un film muto del 1917 diretto da Raymond Wells.

## Trama
Dopo aver sperperato gran parte dei suoi averi con Lola Monroe, Robert Lathrop chiede alla moglie Mary di intercedere per lui al fine di ottenere un prestito da Nicholas Eyre, il re dell'acciaio. Ottenuto il denaro, Robert ritorna nell'appartamento di Lola, trovandola però tra le braccia di un amante. I due uomini si battono e Robert cade, ucciso da una pallottola. Il suo corpo viene ricomposto in modo tale da suggerire l'idea che si sia suicidato. Mary immagina che il suicidio del marito si debba al fatto che Eyre non gli abbia concesso il prestito e medita di vendicarsi del magnate. Ottenuto il posto di segretaria di Eyre, Mary comincia a frequentare una cellula anarchica guidata dal professor Groesbeck che semina zizzania e malcontento tra i lavoratori. Lola, che non è riuscita nei suoi tentativi di sedurre Eyre, denuncia Mary. In fabbrica, il milionario affronta i suoi dipendenti riuscendo a convincerli dei suoi buoni propositi. Durante gli incidenti, Groesbeck muore. Mary, che ha trovato tra i documenti di Eyre anche la stipula di Robert, capisce che Eyre - di cui nel frattempo si è innamorata - non è coinvolto in alcun modo nella morte del marito.

## Produzione
Il film fu prodotto dalla Triangle Film Corporation.

## Distribuzione
Distribuito dalla Triangle Distributing, il film uscì nelle sale cinematografiche statunitensi il 9 dicembre 1917.